# Listenkandidat
Ein Listenkandidat wird über eine von einer Partei oder eine Wählervereinigung aufgestellte Wahlliste gewählt, meist als Verhältniswahl. Je nach Wahlsystem hat der Wähler hierbei mehr oder weniger Einfluss auf die Personen, die durch seine Stimme gewählt werden. Das Gegenstück zum Listenkandidaten ist der Direktkandidat.
Bei der Bundestagswahl in Deutschland werden mit der Zweitstimme nur Parteilisten gewählt, die Reihung der Kandidaten ist nach dem Bundestagswahlrecht fest. Sie wird vor der Wahl durch die jeweilige Partei vorgenommen, wobei dies laut Parteiengesetz auf demokratische Weise zu geschehen hat.
Das Bayerische Landtagswahlsystem erlaubt den Wählern mit der Erststimme einen Direktkandidaten und mit der Zweitstimme einen Bewerber auf einer der Listen anzukreuzen. Die Stärke der Parteien im Landtag wird durch das Verhältnis der Gesamtstimmenzahlen bestimmt. Für die einzelnen Parteien kommen die Kandidaten zum Zuge, die innerhalb ihrer Listen die meisten Stimmen (Summe aus Erst- und Zweitstimme) erhalten haben. Der Wähler hat also einen begrenzten Einfluss auf die Reihung der Kandidaten. In Finnland stellen die Parteien zwar Listen auf, die Wähler geben ihre Stimme bei Wahlen zum Finnischen Parlament und zum Europaparlament aber jeweils einem bestimmten Kandidaten. Für das Wahlergebnis ist nur die Anzahl der Stimmen maßgeblich, nicht die ursprüngliche Reihung der Kandidaten auf dem Stimmzettel.
Bei Kommunalwahlen nach dem süddeutschen System haben die Wähler mehrere Stimmen, meist so viele, wie Mandate zu vergeben sind. Durch Kumulieren und Panaschieren können sie quasi ihre eigene Liste aus den Angeboten der verschiedenen Parteien zusammenstellen.
Bei den meisten Parlamentswahlen in der Schweiz kann man ebenfalls Kumulieren und Panaschieren. Der Ständerat wird allerdings in den meisten Kantonen im Majorzverfahren gewählt, ebenso fast alle Exekutiven.